# جان بیرن (بازیکن فوتبال، زاده ۱۹۶۲)
جان بیرن (انگلیسی: John Byrne؛ زادهٔ ۲۹ اوت ۱۹۶۲) بازیکن فوتبال اهل ایرلند است.
از باشگاه‌هایی که در آن بازی کرده‌است می‌توان به باشگاه فوتبال بوهمیان و باشگاه فوتبال اسلایگو راورز اشاره کرد.